# Waldir Simões
Waldir de Melo Simões (Nova Iguaçu, 7 de setembro de 1916 – ? , 16 de junho de 2010) foi um advogado e político brasileiro, outrora deputado federal pelo antigo Distrito Federal e também pela Guanabara.

## Dados biográficos
Filho de Manuel da Costa Simões e Cecília de Melo Simões. Admitido como escriturário da Companhia Nacional de Navegação Costeira em 1937, foi eleito (1949) e reeleito (1951) presidente do Sindicato dos Empregados em Navegação, formando-se advogado pela Universidade Federal do Rio de Janeiro em 1952. No ano seguinte figurou como líder da greve nacional dos marítimos. Suplente de deputado federal pelo PTB do antigo Distrito Federal em 1954, integrou o conselho técnico do Departamento Nacional de Previdência Social (DNPS) e presidiu o Instituto de Aposentadoria e Pensões dos Marítimos (IAPM) por escolha de Juscelino Kubitschek.
Eleito deputado federal em 1958, foi designado representante da Guanabara a partir de 1960, reelegeu-se em 1962 e 1966, quando já pertencia ao MDB. Cassado pelo Ato Institucional Número Cinco em 1969, teve os direitos políticos suspensos por dez anos, razão pela qual seu irmão, Léo Simões, herdou sua vaga na Câmara dos Deputados. Aposentado como procurador do Ministério dos Transportes, retornou à advocacia e foi diretor de uma construtora, não mais retornando à vida pública.